# Judy Hirst
Judy Hirst é uma bióloga britânica, especialista em biologia da mitocôndria. É deputada diretora da MRC Mitochondrial Biology Unit na Universidade de Cambridge.

## Formação
Hirst cresceu em uma vila próximo a Huddersfield, West Yorkshire, e estudou química no St John's College, Oxford. Obteve um Doctor of Philosophy em 1997, orientada por Fraser Armstrong.

## Carreira e pesquisa
Após obter o doutorado trabalhou no Scripps Research em La Jolla, Califórnia, antes de seguir para Cambridge.
É decana do Corpus Christi College, Cambridge.

### Prêmios e honrarias
Foi eleita membro da Royal Society em 2018. Recebeu no mesmo ano um Interdisciplinary Prize da Royal Society of Chemistry.